# Колесников, Николай Илларионович
Никола́й Илларио́нович Коле́сников (псевдоним — Перевалов, 24 ноября 1918, Большая Шабанка, Вятская губерния — 27 января 1984, Новосибирск) — советский поэт.

## Биография
Родился в 1918 году в удмуртской деревне Большая Шабанка (ныне — Малмыжского района Кировской области).
Из многодетной крестьянской семьи, его отец был единственным грамотным на всю деревню из ста домов и постарался дать детям образование: окончив четыре класса деревенской школы, Николай вместе со старшим братом ходил пешком за 20 километров в соседнее село Каксинвай в школу колхозной молодёжи, стал самым активным читателем сельской библиотеки.
После окончания Малмыжского педагогического техникума три года работал в сельской школе учителем начальных классов.
В 1939 году поступил в Кировский педагогический институт, но проучился в нём всего десять дней — был призван в армию.

### В годы войны
С 1939 года проходил срочную службу в РККА. Участник Великой Отечественной войны с 1941 года, в том же году был первый раз ранен.
Принимал участие в боях на Южном, Донском, Сталинградском и Юго-Западном фронтах.
С марта 1943 года — лейтенант, командир взвода 26-го отдельного понтонно-мостового батальона 4-й понтонно-мостовой бригады.
Неоднократно показывал исключительные организаторские способности оканчивая наведение 30-ти и 40-тонных переправ на несколько часов раньше установленного срока:

Тов. Колесников показал себя способным выполнять любое задание независимо от обстановки. При наводке 30-тонного моста, несмотря на сильный миномётно-артиллерийский огонь и бомбардировку с воздуха, презирая смерть, на полупонтоне переправился на берег занятый противником и начал укладку берегового лежня.— из наградного листа на медаль «За отвагу» от 23 июля 1943 года
Осенью 1943 года, наводя переправу при форсировании Днепра, был тяжело ранен. Награждён медалями «За отвагу» и «За оборону Сталинграда».

### После войны
Придя с фронта работал в Сибири — вначале преподавал русский язык и литературу в средней школе города Петровск-Забайкальский.
В 1946 году поступил учиться в Новосибирский педагогический институт, преподавал русский язык и литературу в школе города Новосибирска.
В 1949 году в журнале «Сибирские огни» вышла его поэма «В сельской школе», в 1951 году вышел первый сборник стихов поэта. Стихи перепечатал журнал «Новый мир».
В 1956 году окончил Литературном институте им. А. М. Горького, в том же году принят члены Союза писателей СССР.
Умер 27 января 1984 года в Новосибирске.

## Творчество
Стихам Привалова свойственна острота сюжета, искренность выражения; его лирический герой — чистый и мужественный человек, покоритель Сибири.— Краткая литературная энциклопедия
Основная тема поэзии — Сибирь, её люди и природа. Как фронтовик затрагивал тему войны.
Первое его стихотворение напечатала ещё в 1939 году районная газета «Малмыжский колхозник». Во время войны печатался во фронтовых газетах.
Настоящий дебют, принёсший известность поэту — поэма «В сельской школе» — увидела свет в 1949 году в литературном журнале «Сибирские огни». Тогда ещё она была подписана Колесников.
Первый сборник стихов «Светлые дали», куда вошла и поэма, — уже под псевдонимом Перевалов — вышел в 1951 году в Новосибирске. Затем вышли более двух десятков сборников стихов, изданные в основном в Новосибирске, но также и в Москве в общесоюзных издательствах «Молодая гвардия», «Современник», «Советская Россия».
Стихи включались в коллективные сборники поэтов, печатались в журналах «Звезда», «Новый мир», «Молодая гвардия», «Смена», «Сибирские огни».
В середине 1960-х годов, съездив в родные места, написал циклы стихов «Пройденное поле» и «Тропинки детства» о вятском селе, где родился, о городе Малмыж, где учился. Одна из его книжек стихов для детей была переиздана в 1957 году в Ижевске. Сотрудничал с удмуртским журналом «Молот», где в 1984 году его стихи были переведены на удмуртский язык.

### Рецензии
- Мильков Вл. — Первая книга молодого поэта // Сибирские огни. — 1952. — № 4
- Ильичева С. — Свежий голос // Новый мир. — 1955. — № 3
- Лацис А. — Слова и чувства // Смена. — 1955. — № 3
- Рубина М. — Движение к цели // Сибирские огни. — 1959. — № 8
- Коржев В. — Тиха глубокая река. // Сибирские огни. — 1962. — № 12
- Муза в солдатской шинели / Ю. Мостков // Советская Сибирь. — 9 мая 1985